# Jean Gentil
Jean Gentil es una película del año 2010.

## Sinopsis
El profesor haitiano Jean Gentil busca empleo en una ciudad dominicana en desarrollo. Al no encontrar uno digno de sus conocimientos, parte hacia las costas de la isla con su fe y de sus creencias.

## Premios
- Venecia 2010
- Thessaloniki 2010
- Las Palmas 2011
- Guadalajara 2011